# Poly Bridge 3
Poly Bridge 3 — відеогра у жанрі мостобудівної симуляційної головоломки, розроблена новозеландською інді-студією Dry Cactus. Є третьою частиною у серії Poly Bridge і сиквелом Poly Bridge 2. Гра вийшла для Linux, macOS та Microsoft Windows 30 травня 2023 року.

## Ігролад
Poly Bridge 3 пропонує нову кампанію, яка складається з понад 100 рівнів. У грі також представлено черговий новий матеріал — фундамент, який є дорогим, але ефективним для зменшення напруження. Також додано режим пісочниці, що дозволяє гравцям будувати мости без обмежень бюджету та ресурсів. На відміну від попередніх ігор серії, «світи» не заблоковані для доступу в лінійному порядку, натомість гравець розблоковує світи на більшій мапі, що дає гравцям більше можливостей і дозволяє світам мати свої особливості, включаючи стрибки, гідравліку, попередньо побудоване довкілля — де деякі компоненти мосту вже готові і заблоковані на місці, а також загальні середовища, подібні до попередніх ігор.
Гра підтримує щотижневі випробування та модифікації.

## Розробка та випуск
Гра була анонсована 16 березня 2023 року. Вже 30 травня 2023 року вона була випущена для платформ Linux, macOS та Microsoft Windows.